# Giro del Lazio 1996
Il Giro del Lazio 1996, sessantaduesima edizione della corsa, si svolse il 21 settembre 1996 su un percorso di 198 km. La vittoria fu appannaggio dell'italiano Andrea Tafi, che completò il percorso in 4h38'28", precedendo i connazionali Marco Fincato e Andrea Ferrigato.
Sul traguardo di Roma 63 ciclisti, su 118 partenti da Tivoli, portarono a termine la competizione.

## Ordine d'arrivo (Top 10)
| Pos. | Corridore           | Squadra            | Tempo    |
| ---- | ------------------- | ------------------ | -------- |
| 1    | Andrea Tafi         | Mapei-GB           | 4h38'28" |
| 2    | Marco Fincato       | Roslotto-ZG Mobili | s.t.     |
| 3    | Andrea Ferrigato    | Roslotto-ZG Mobili | a 7"     |
| 4    | Gianni Faresin      | Panaria-Vinavil    | s.t.     |
| 5    | Frank Vandenbroucke | Mapei-GB           | a 41"    |
| 6    | Fabrizio Guidi      | Scrigno-Blue Storm | s.t.     |
| 7    | Franco Ballerini    | Mapei-GB           | s.t.     |
| 8    | Claudio Chiappucci  | Carrera Jeans      | s.t.     |
| 9    | Fabio Roscioli      | Refin-Mobilvetta   | s.t.     |
| 10   | Simone Borgheresi   | Mapei-GB           | s.t.     |